# Първа армейска област
Първа армейска област е военна област на България формирана през 1906 г. със задача да се грижи за обучението, възпитанието и снабдяването на войсковите части разположение на територията на областта.

## История
Първа армейска област е формирана под името Първа военноинспекционна област съгласно указ № 148 от 27 декември 1906 г., като на нея са подчинени 1-ва, 6-а и 7-а дивизионна област, съответно 1-ва пехотна софийска дивизия, 6-а пехотна бдинска дивизия, 7-а пехотна рилска дивизия и всички други части на територията на областта. Създадена е със задача да се грижи за обучението, възпитанието и снабдяването на войсковите части, намиращи се на територията на областта, на основание приетия през 1903 – 1904 г. Закон за Въоръжените сили и изграждането на армията. През войните областта формира 1-ва армия. Щабът на областта е във София.

## Наименования
През годините областта носи различни имена според претърпените реорганизации:
- Първа военноинспекционна област (27 декември 1906 – 1918)
- Първа военна инспекция (1918 – 1938)
- Първа армейска област (1938 – 1947)

## Началници
Званията са към датата на заемане на длъжността.
| №  | звание            | име                 | дати                             |
| -- | ----------------- | ------------------- | -------------------------------- |
| 1. | Генерал-майор     | Никола Петров       | 1906 – 15 април 1908             |
| 2. | Генерал-майор     | Васил Кутинчев      | 15 април 1908 – 1912             |
| 3. | Генерал-майор     | Васил Кутинчев      | 1913 – 1915                      |
| 4. | Генерал-лейтенант | Стефан Нерезов      | 1918 – ноември 1919              |
| 5. | Полковник         | Гаврил Личев        |                                  |
|    | Генерал-лейтенант | Велизар Лазаров     | 1927 – 1929                      |
|    | Генерал-майор     | Любомир Босилков    | 1934                             |
|    | Генерал-майор     | Константин Златанов | 23 април 1935 – 2 февруари 1938  |
|    | Полковник         | Константин Лукаш    | 2 февруари 1938 – 11 август 1941 |